# Мищенко, Сергей Александрович
Сергей Александрович Мищенко (род. 19 мая 1961) — казахстанский футболист, защитник. Рекордсмен карагандинского «Шахтёра» по сыгранным матчам за клуб.

## Карьера
Мищенко провел большую часть своей карьеры играя за ФК «Шахтёр» (Караганда). Он также играл за ФК «Кайрат» в Высшей лиге СССР.
Провёл три игры за сборную Казахстана по футболу в 1995—1996 годах.

## Достижения
«Шахтёр» (Караганда)
- Победитель зонального турнира второй лиги СССР (1): 1983
- Серебряный призёр зонального турнира второй лиги СССР: 1981, 1984

«Шахтёр» (Караганда)
- Бронзовый призёр чемпионата Казахстана: 1995